# بيير انجلوا
بيير انجلوا (بالفرنسية: Pierre Langlois)‏ هو راكب الكنو فرنسي، ولد في 2 فبراير 1958.

## وصلات خارجية
- بيير انجلوا على موقع أوليمبيديا (الإنجليزية)